# Satisfaction (Wendy & Lisa)
Satisfaction is een nummer van het Amerikaanse duo Wendy & Lisa uit 1989. Het is de derde en laatste single van hun tweede studioalbum Fruit at the Bottom.
Na Waterfall, Are You My Baby? en Lolly Lolly was Satisfaction de minst succesvolle single van Wendy & Lisa. Het nummer bereikte geen Amerikaanse of Nederlandse hitlijsten, wel bereikte het de 27e positie in het Verenigd Koninkrijk.

## Tracklijst
- Cd-single
- Satisfaction (remix) - 4:21
- Stay - 4:23
- Satisfaction (12" Dance Mix) - 7:14
- Satisfaction (12" Dance Dub) - 1:46

- 12"
- Satisfaction (12" Dance Mix) - 7:14
- Satisfaction (12" Dance Dub) - 1:46
- Satisfaction (Full Dub Mix) - 6:44